# March On, Bahamaland
March On, Bahamaland (en español: Marcha adelante, Bahamas) es el himno nacional de la Mancomunidad de las Bahamas. Su compositor y escritor fue Timothy Gibson y fue adaptado como himno nacional el 10 de julio de 1973 cuando la nación obtuvo su independencia del Reino Unido.

## Historia
Las Bahamas se habían convertido en una colonia de la corona dentro del Imperio Británico en el año 1717 y en 1964 se les concedió autonomía interna a las islas. Las negociaciones sobre la independencia comenzaron ocho años después, cuando el Partido Liberal Progresista salió victorioso en las elecciones de 1972 después de hacer campaña a favor de la soberanía. En consecuencia, se llevó a cabo un concurso para determinar un himno para el nuevo estado.
Finalmente se seleccionó la letra y la música escritas por Timothy Gibson, el cual era un profesor de música en una escuela, y también escribió la música de la canción nacional del país, "God Bless Our Sunny Clime", junto con E. Clement Bethel. La canción fue adoptada oficialmente en 1973, año en que el país obtuvo su independencia. Una de las primeras ocasiones públicas en las que se tocó el himno fue en la ceremonia de izamiento de la bandera a medianoche celebrada en Clifford Park en Nasáu el 10 de julio de 1973, marcando el fin del dominio británico en las Bahamas.
Dado que las Bahamas siguieron siendo parte de la Commonwealth después de la independencia, "God Save the Queen" se mantuvo como himno real del país, el cual se tocó dos veces por error en la ceremonia de entrega de medallas de los Juegos de la Commonwealth de 1982, cuando Shonel Ferguson ganó el oro en salto de longitud femenino. Ella bajó del podio en ambas ocasiones y expresó su deseo de que se reproduzca "March On, Bahamaland". Los funcionarios se dieron cuenta de que no tenían una grabación de esa canción, por lo que la delegación de las Bahamas cantó ellos mismos su himno.

## Letra
Himno Nacional de las Bahamas

Lift up your head to the rising sun, Bahamaland;
March on to glory, your bright banners waving high.
See how the world marks the manner of your bearing!
Pledge to excel through love and unity.
Pressing onward, march together
to a common loftier goal;
Steady sunward, tho' the weather
hide the wide and treacherous shoal.
Lift up your head to the rising sun, Bahamaland,
'Til the road you've trod lead unto your God,

March on, Bahamaland!

### Traducción al español
¡Alza tu cabeza hacia el sol naciente, Bahamas.
Marchad hacia la gloria, con vuestros brillantes estandartes ondeando en lo alto.
¡Mira cómo el mundo marca la manera de tu porte!
Comprométete a sobresalir a través del amor y la unidad.
Siguiendo adelante, marchemos juntos
hacia una meta común más elevada;
Estable hacia el sol, aunque el tiempo
oculte el amplio y traicionero banco de arena.
Levanta tu cabeza hacia el sol naciente, Bahamas,
hasta que el camino que has recorrido conduzca a
¡marcha, Bahamas!